# Ray Manzarek
Ray Manzarek (12 de febrer de 1939 - 20 de maig de 2013) fou un músic estatunidenc, cantant i productor, reconegut per ser membre fundador i teclista del grup The Doors. També participà en altres grups com Nite City (1977-78) i Manzarek–Krieger (2002-13) juntament amb el seu company a The Doors, Robby Krieger.